# Saison 5 d'Alice Nevers : Le juge est une femme
Chronologie
Saison 4 Saison 6
Cet article présente les épisodes de la cinquième saison de la série télévisée Alice Nevers : Le juge est une femme.

## Distribution
- Marine Delterme : Alice Nevers, juge d'instruction
- Arnaud Binard : Lieutenant Sylvain Romance
- Jean Dell : Édouard Lemonnier, greffier
- Daniel-Jean Colloredo : Le médecin légiste
- Alexandre Brasseur : Lieutenant Guérand (épisodes 2 à 4)
- Catherine Alcover : La présidente du tribunal (épisodes 2 à 4)

## Liste des épisodes

### Épisode 1:Des goûts et des couleurs
- France : 23 août 2006 sur TF1

- Gabrielle Lazure : Joëlle Marlet
- Saïda Jawad : Gabrielle Soyer
- Yann Babilée : Jean-Luc Alençon
- Emma Colberti : Anna Muller
- Karim Adda : Manu
- Christian Sinniger : Emile Gallet
- Patrick Guérineau : Christophe Fontaine
- Franck Adrien : Olivier Lucas
- Lou Lévy : Manon
- Catherine Alcover : Présidente tribunal
- Lemir Guerfa : Moussa Mokrani
- Julien Mansio : Fabien Gallet
- Rémy Roubakha : Joseph Baris
- Christiane Bopp : Francine Toudic
- Morgane Habchi : Valentine Marlet
- Samantha Brou : Clara Marlet
- Nicolas Lefébure : Léo
- Aliocha Itovich : Jeune laborantin
- Pierre Porquet : Pêcheur 1
- Parick Tertre : Pêcheur 2
- Alain Dion : Médecin Alençon
- Jean-Michel Dupuis : Policier école

### Épisode 2:À cœur perdu
- France : 18 septembre 2006 sur TF1

- France : 7,4 millions de téléspectateurs (29.9 % de part de marché)[1] (première diffusion)

- Estelle Lefébure : Eva Camus
- Élise Pottier : Lucie Chatel
- Myriam Blanckaert : Sophie Lefebvre
- Stéphanie Gesnel : Maud
- Matheo Capelli : Fabrice Lambert
- Damien Ferrette : Éric Viard
- Mathieu Delarive : Le barman
- Anne-Marie Pisani : La propriétaire
- Christophe Raült : Le galeriste
- Édouard Aguettant : L'étudiant
- Marie Arnaudy : Mme Mareuil
- Matthieu Boujenah : Olivier Muller
- Elodie Meurlargé : Infirmière Lecourbe
- Moon Dailly : La serveuse du Breezy
- Élodie Frenck : Anne Berger

### Épisode 3:Mince à mourir
- France : 13 novembre 2006 sur TF1

- France : 8,18 millions de téléspectateurs (32.4 % de part de marché)[réf. nécessaire] (première diffusion)

- Anne Malraux : Christelle Rigault
- Ruben Alves : Sébastien
- Jérôme Anger : Docteur Nogès
- Thierry Baumann : Yves Pradelle
- Guillaume Adam : Antoine Marchand
- Catherine Aymerie : Claire Nogès
- Pierre-Arnaud Juin : Moine
- Stéphanie Raphaël : Karine Sandri
- Yann Sundberg : Jean Sandri
- Laura Weissbecker : Sylvie
- Lydie Muller : Myriam
- Hervé Jouval : Chef de cellule informatique
- Agnès Château : Madame Coudouin
- Diane Robert : Alexandra
- Chrystelle Labaude : Catherine
- Charlotte Bourgade : Marianne
- Didier Gustin : Directeur artistique
- Céline Caussimon : Agent immobilier
- Sophie Tossut : Vendeuse mariage
- Planet : Mannequin lingerie
- Barbara Layachi : Mannequin photos
- Sébastien Massaro : Danseur salsa

### Épisode 4:Cas de conscience
- France : 13 décembre 2006 sur TF1

- Lio : Louise Delcourt
- Guy Montagné : Binet
- Laurent Soffiati : Eric Gaudin
- Jean-Paul Comart : Castel
- Franck Jolly : Docteur Jourdan
- Viktoria Li : Eve Gayard
- Bruno Le Millin : Gayard
- Yves Collignon : Perinni
- Julien Chatelet : Barman bowling
- Alexandre Grekoff : Sbire
- Bounsy Luang Phinith : Jacques Nguyen
- Joseph Chanet : Xiao Li
- Patricia Kell : Jeune femme
- Brigitte Froment : Madame Noël
- Thomas Lempire : Olivier Samois

### Épisode 5:Mauvaise Rencontre
- France : 21 janvier 2007 sur TF1

- Robin Renucci : Benoît Legris
- Laure Killing : Céline Legris
- Chloé Lambert : Anne-Sophie
- Florence Loiret Caille : Maya
- Jean-Marie Lamour : Jean-Michel
- Sabine Crossen : Emmanuelle
- Olivier Breitman : Rémy Maurin
- Noëlla Dussart : Brigitte
- Benjamin Baroche : Eddy
- Lou Lévy : Manon
- Frédéric Anscombre : Marc Sibéril
- Bb : Technicien informatique
- Aram Kilimian : Journaliste
- Guillaume Adam : Étudiant Rémy
- Bénédicte Paumier : Réceptionniste Vénus